# KoninginneNach
KoninginneNach (uitgesproken als Keunenginnenach) was vanaf 1989 een jaarlijks gratis toegankelijk openlucht-muziekfestival in Den Haag. Het vond plaats in de nacht voor Koninginnedag. Naast optredens in de openlucht was er ook veel live-muziek in cafés. De nacht voor Koninginnedag werd in Den Haag al langer uitbundig gevierd, voordat het in 1989 een officiële status als muziekfestival kreeg.

## Geschiedenis
De basis lag in de Haagse Beatnach, een initiatief uit juni 1980, waar beroemde Haagse rockbands uit de jaren '60 en '70 tien uur lang optraden in de Houtrusthallen'. Dit succesvolle optreden kreeg een vervolg met de Rock 'n Roll Revival, wederom op Houtrust in 1981. De stad Den Haag zag het potentieel van dit festival als trekpleister voor toeristen, zeker met de opkomst van de Koninginnedagvieringen in bijvoorbeeld Amsterdam en Utrecht. In 1990 werd de eerste Koninginnenach georganiseerd op initiatief van het Haagse uitgaanskrantje Doen. Op 29 april voorafgaand aan Koninginnedag, begon het festival met bekende Haagse bands, spelend op  kleine mobiele podia, die werden bekostigd door de Haagse horeca en de gemeente Den Haag. Het festival groeide in de jaren 90, met ieder jaar honderdduizenden belangstellenden. In 1998 moest het optreden van de (toen nog minder bekende) zangeres Anouk door de politie worden afgebroken vanwege te veel belangstellenden en problemen met de openbare orde. 
De spelling van het woord KoninginneNach laat zien dat Hagenezen in de uitspraak vaak de klank van de letter t aan het eind van een woord weglaten. Sinds 2011 heet het festival The Life I Live, genoemd naar een hit van de Haagse rockband Q 65.

## Edities
2011
In 2011 werd voor het eerst het The Life I Live festival georganiseerd. Verspreid over de stad stonden diverse podia waarop verschillende muziekstijlen ten gehore worden gebracht.
2009
De twintigste editie van KoninginneNach werd gepromoot met veel mobiele telefoontoepassingen onder de naam "Nach Mobiel". Bezoekers konden gratis het programma op hun mobiel toegestuurd krijgen. Er vonden optredens plaats van onder meer Dio, The Levis, winnaar van de KoninginneNach-bandverkiezing 2008, Garland Jeffreys, Beef en The Deaf. Er kwamen zo'n 260.000 bezoekers.
2008

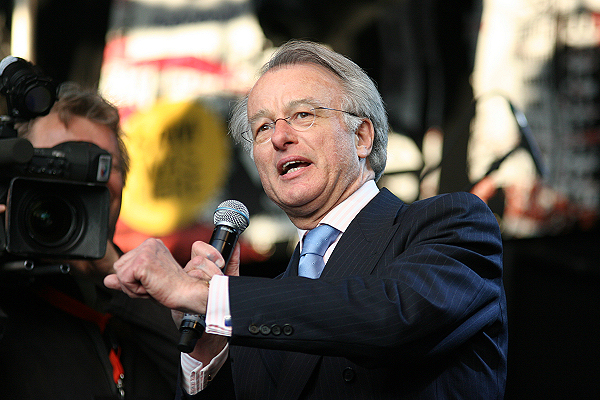
Jozias van Aartsen tijdens het festival (2008)

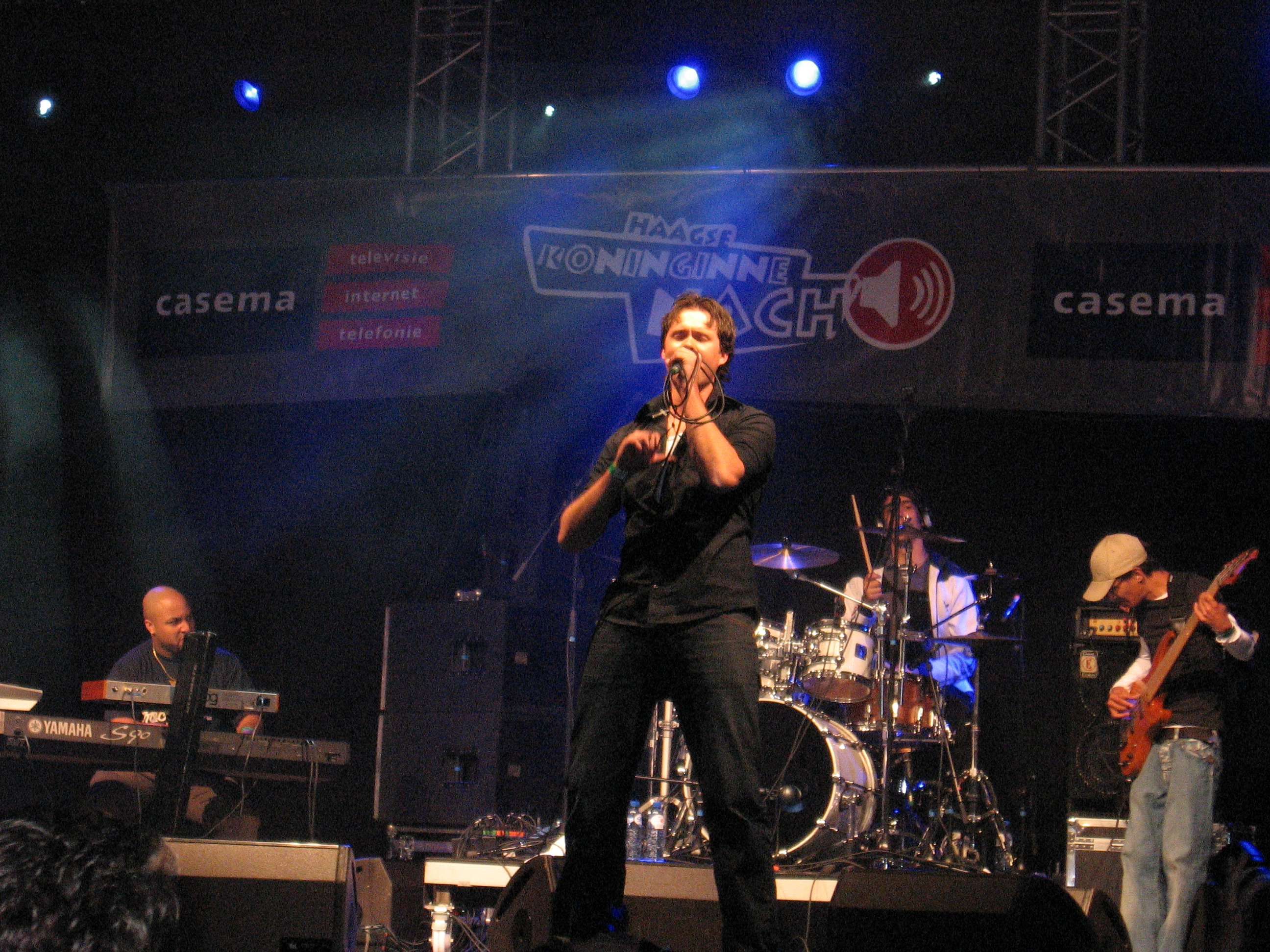
Boris op het Spuipodium (2007)

In 2008 traden op woensdagavond 29 april onder meer op De Jeugd van Tegenwoordig, Leaf, Mother's Finest, F, Zuco 103 en Voicst. Burgemeester Jozias van Aartsen opende de Nach met de band Leaf.
2006
Naar schatting 190.000 bezoekers vierden op vrijdagavond 28 april de zeventiende editie van KoninginneNach. Er waren onder meer optredens van de bands Van Dik Hout en Opgezwolle.
2005
In 2005 trad aan het begin van de avond het rapduo Lange Frans & Baas B. op, waar veel ouders met kinderen op af kwamen. In totaal kwamen er rond de 200.000 bezoekers. Er werden door de politie 42 aanhoudingen verricht voor onder meer zakkenrollen, openlijk geweld en vernielingen. Bij een steekpartij op het Lange Voorhout viel een gewonde. Twee agenten raakten lichtgewond.
2003
In 2003 waren er (geschat) 175.000 bezoekers. Dat was minder dan in vorige jaren en ook minder dan verwacht. Waarschijnlijk speelden daarbij een rol de strenge veiligheidsregels rond de ambassade van de Verenigde Staten, die in het centrum van Den Haag lag. Onder andere traden Cuby & The Blizzards en Gruppo Sportivo op. Na afloop van de KoninginneNach braken rellen uit. De politie heeft 64 mensen aangehouden wegens vernielingen en onrust stoken.